# Fersig
Fersig – wieś w Rumunii, w okręgu Marmarosz, w gminie Satulung. W 2011 roku liczyła 742 mieszkańców.